# Alf Jonathan
Alf Jonathan (también denominado Aventuras Didácticas Interactivas: Alf Jonathan) es un videojuego en 3D con gráficos prerenderizados desarrollado por Colors Arti Multimediali y distribuido en España por Espasa Calpe. Esta entrega protagonizada por Alf Jonathan, el cual recuerda a Indiana Jones, consta de dos aventuras independientes: "Alf Jonathan y la máscara de Siwa" y "Alf Jonathan y la piedra de los Valcroix".

## Argumento
Alf Theodore Jonathan Junior es un arqueólogo que se dedica a encontrar objetos de gran valor histórico para museos y otras instituciones y desvelar secretos de miles de años de antigüedad. Le gusta definirse a sí mismo como detective de misterio y se encuentra en su oficina de Nueva York cuando no está viajando por el mundo. El juego da inicio en dicha oficina y continua con dos aventuras diferentes:

### Alf Jonathan y la máscara de Siwa
En esta aventura ambientada en el Egipto contemporáneo, Harry J. Brent, el director del Museo Británico, le pide a Alf vía fax que se dirija al Oasis de Siwa con el objetivo de hacerse con una máscara de oro. Durante la misión, Alf se reencuentra con viejos conocidos, tendrá que conseguir un medallón y lidiar con una misteriosa secta.

### Alf Jonathan y la piedra de los Valcroix
Roger Valcroix le envía un correo electrónico a Alf pidiéndole que se dirija a su castillo de la Provenza para acompañarlo en un gran descubrimiento debido a que cree estar en grave peligro. En esta aventura ambientada en el castillo francés de Lacroix, Alf tendrá que resolver puzles para rescatar al conde y descubrir el misterio escondido entre las paredes del castillo.

## Doblaje español
| PERSONAJE               | VOZ ESPAÑOLA       |
| ----------------------- | ------------------ |
| Alf Jonathan            | Tomás Rubio        |
| Susan                   | Esther Rodríguez   |
| Profesor Morris         | Fernando Hernández |
| Mustafá Abdel Khalib    | Enrique Suárez     |
| Gran Sacerdote          | Salvador Serrano   |
| Roxanne                 | Esther Rodríguez   |
| Madame Bertrand         | Esther Rodríguez   |
| Gustave Bonancour       | Enrique Suárez     |
| Conde Roger de Valcroix | Fernando Hernández |

## Curiosidades
- Este juego fue distribuido como parte de la Enciclopedia Temática Multimedia Quórum, que consistía en 12 libros y 5 CDs, uno de los cuales era dicho juego.
- La versión en italiano fue considerada inexistente hasta el abril de 2012, cuando Ivan Venturi, el autor del juego, la publicó en su blog de farevideogiochi.it.
- El personaje de Alf Jonathan es doblado por Tomás Rubio en su versión española, no se sabe a ciencia cierta quiénes son los actores de doblaje que dan voz a los demás personajes.

## Webgrafía
- Majo, Alva. Alf Jonathan. Tumblr, 2019. Ir Allí
- https://www.doblajevideojuegos.es/fichajuego/alf-jonathan
- Venturi, Ivan. ALF JONATHAN: Altra Avventura (Doppia!!!) Di Colors Arti Multimediali, 1997. Fare Videogiochi. Ir Allí
- Alf Jonathan. DoblajeVideojuegos.es, 2017. Ir Allí
- Alf Jonathan. Juegos liberados, 2013. Ir Allí
- Alf Jonathan. AbandonSocios, 2019. Ir Allí
- Marka. Alf Jonathan. AbandonSocios, 2016. Ir Allí
- Majo, Alva. Alf Jonathan. YouTube, 2019. Lista de reproducción

- Datos: Q97160298